# Campeonato Mundial de Peso Ligero del CMLL
El Campeonato Mundial de Peso Ligero del CMLL es un campeonato del Consejo Mundial de Lucha Libre, el cual fue originalmente llamado Campeonato Mundial de Peso Superligero del CMLL, cambiando a su nombre actual en 2003.

## Campeones

### Campeón actual
El campeón actual es Stigma, quien se encuentra en su primer reinado como campeón. Stigma ganó el campeonato luego de derrotar a Suicida el 15 de marzo de 2022 en la final de un torneo en Martes Arena México.
Stigma registra hasta el 29 de junio de 2025 las siguientes defensas televisadas:
1. vs. Magia Blanca (5 de abril de 2022, Martes Arena México)
2. vs. Suicida (25 de abril de 2022, Lunes Arena Puebla)
3. vs. Diamond (18 de julio de 2022, 69. Aniversario Arena Puebla)

### Lista de campeones
|    | Luchador         | N.º | Fecha                    | Días  | Show o evento         | Notas y referencias |
| -- | ---------------- | --- | ------------------------ | ----- | --------------------- | --- |
| 1  | Havana Brother I | 1   | 12 de septiembre de 2003 | 94    | Live event            | Derrotó a Volador Jr. en la final de un torneo. |
| 2  | Virus            | 1   | 14 de noviembre de 2003  | 392   | Live event            | [ 2 ] |
| 3  | Rocky Romero     | 2   | 10 de diciembre de 2004  | 338   | Live event            | Antes conocido como Havana Brother I. |
| 4  | Tommy Williams   | 1   | 15 de septiembre de 2005 | 128   | Live event            | [ 4 ] |
| 5  | Rocky Romero     | 3   | 20 de enero de 2006      | 1168  | Live event            | Durante su reinado renombró su nombre acortándolo solo a Grey Shadow, a principios de 2008, pero el título nunca fue oficialmente despojado hasta que Romero comenzó a trabajar para Asistencia Asesoría y Administración (AAA). |
| —  | Vacante          | —   | 3 de abril de 2009       | —     | N/A                   | Debido a que Romero dejó la empresa. |
| 6  | Máscara Dorada   | 1   | 7 de abril de 2009       | 730   | Arena México Show     | Fue un Torneo cibernético, donde derrotó a Angel Azteca, Jr., Rey Cometa, Pegasso, Ángel de Oro, Tiger Kid, Pólvora, Inquisidor, Super Comando y Ángel de Plata.                                                                 |
| —  | Vacante          | —   | 7 de abril de 2011       | —     | N/A                   | Debido a que Máscara Dorada subió a peso medio. |
| 7  | Virus            | 2   | 7 de junio de 2011       | 1398  | Arena México Show     | Derrotó a Guerrero Maya Jr. en la final de un torneo. |
| 8  | Dragon Lee       | 1   | 5 de abril de 2015       | 294   | Arena México Show     | [ 8 ] |
| 9  | Kamaitachi       | 1   | 24 de enero de 2016      | 40    | FantasticaManía       | [ 9 ] |
| 10 | Dragon Lee       | 2   | 4 de marzo de 2016       | 1197  | Super Viernes         | [ 10 ] |
| —  | Vacante          | —   | 14 de junio de 2019      | —     | N/A                   | Debido a que Lee subió a peso medio. |
| 11 | Kawato San       | 1   | 30 de junio de 2019      | 129   | Domingos Arena México | Derrotó a Audaz en la final de un torneo. |
| —  | Vacante          | —   | 6 de noviembre de 2019   | —     | N/A                   | Debido una lesión en la rodilla de Kawato. |
| 12 | Stigma           | 1   | 15 de marzo de 2022      | 1202+ | Martes Arena México   | Derrotó a Suicida en la final de un torneo. |

### Total de días con el título
La siguiente lista muestra el total de días que un luchador ha poseído el campeonato, si se suman todos los reinados que posee. 
A la fecha del 29 de junio de 2025.
| + | Indica al campeón actual |

| N.º | Campeón                       | Reinados | Total de días |
| --- | ----------------------------- | -------- | ------------- |
| 1   | Virus                         | 2        | 1790          |
| 2   | Havana Brother I/Rocky Romero | 3        | 1568          |
| 3   | Dragon Lee                    | 2        | 1491          |
| 4   | Stigma                        | 1        | 1202+         |
| 5   | Máscara Dorada                | 1        | 730           |
| 6   | Kawato San                    | 1        | 129           |
| 7   | Tommy Williams                | 1        | 128           |
| 8   | Kamaitachi                    | 1        | 40            |

### Mayor cantidad de reinados
| Reinados | Luchador (es)     |
| -------- | ----------------- |
| 3 veces  | Rocky Romero      |
| 2 veces  | Virus, Dragon Lee |